# Valdis Dombrovskis
Valdis Dombrovskis (1971. augusztus 5.) lett politikus, 2014-től az Európai Bizottság biztosa, 2009–2014 között Lettország miniszterelnöke volt. 
Ursula von der Leyen, a 2019. december 1-én hivatalba lépő Bizottság elnöke javaslat alapján három ügyvezető alelnöki posztot hoztak létre, ezek közül Dombrovskis a gazdasági portfóliót kapta. A Jean-Claude Juncker vezette Bizottságban 2014 és 2019 között a gazdasági és monetáris ügyekért és az euróért felelős biztos volt. 2016 és 2019 között egyúttal betöltötte a pénzügyi stabilitásért, a pénzügyi szolgáltatásokért és a tőkepiaci unióért felelős biztos posztját is (Jonathan Hill lemondását követően).
Lett miniszterelnök 2009-től volt, 2014-ig, amikor lemondott. Korábban, 2002 és 2004 között pénzügyminiszter is volt, majd 2004–2009 a középjobb Új Idő (Jaunas laiks) képviselője az Európai Parlamentben.